# Форд, Джеффри (монтажёр)
Дже́ффри Форд (англ. Jeffrey Ford) — американский монтажёр, прославившийся своими работами для высокобюджетных фильмов.

## Биография

### Ранние годы
Родился Форд в Новато, штате Калифорния. Обучался в лос-анджелесской Школе киноискусств при Университете Южной Калифорнии, которую окончил в 1991 году. К этому времени он осознал, что ему гораздо интереснее не съёмка фильмов сама по себе, а конкретно нелинейный монтаж киноматериала. Поскольку на тот момент нелинейный монтаж был весьма новой технологией, то Форд отправился к голливудским режиссёрам перенимать знания.

### Карьера
Карьеру в области кино Форд начал в 1994 году с должности помощника монтажёра фильма «Маленькая Одесса», который снимал его школьный приятель Джеймс Грэй. Задачей Форда было указание хронометража дублей (англ. syncing dailies). Эту работу Форд получил соврав Грэю в ответ на вопрос умеет ли он такое. Затем он на аналогичной должности участвовал в создании ещё нескольких кинолент, включая фильм «Лучше не бывает», за который монтажёр Ричард Маркс в 1998 году был номинирован на «Оскар». Именно Маркса Форд называл своим основным учителем. Именно у него Форд научился работать с программой нелинейного монтажа фирмы Avid Technology. Под руководством Маркса молодой Форд начал с небольших нарезок для фильма, в дальнейшем перейдя к монтажу блокбастеров.
Первым фильмом Форда как самостоятельного монтажёра стал фильм «Ярды» Джеймса Грэя, с которым Форд работал над «Маленькой Одессой». В дальнейшем Форд работал над такими известными фильмами как «Фото за час», «Игра в прятки» и «Короли улиц». Работая вместе с Полом Рабелом над фильмом «Джонни Д.», он узнал, что якобы Рабел был нанят на должность главного монтажёра для грядущего блокбастера «Мстители», и что якобы планируется взять второго монтажёра. Форд связался с создателями фильма и выяснилось, что на самом деле речь шла о фильме «Первый мститель». После завершения работы над фильмом представители Marvel предложили Форду побеседовать с Джоссом Уидоном, режиссёром «Мстителей», в результате чего Форд был утверждён на должность одного из двух монтажёров фильма.
«Первый мститель» стал серьёзным испытанием для Форда, поскольку до этого он никогда не работал с материалом, содержащим такое большое количество спецэффектов. Приступая к работе над «Мстителями» вместе с Лизой Лассек, они решили поделить фильм пополам, так чтобы каждый из них работал спокойно со своей половиной. Лизе досталась первая половина фильма до сцены схватки между Железным человеком и Тором в лесу, а также она смонтировала ещё несколько сцен, например, сцену диалога между Чёрной вдовой и Локи в клетке. Остальной материал монтировал Форд.

## Личная жизнь
Форд проживает в Лос-Анджелесе с женой и сыном.

## Фильмография
| Год  | Название                        | Ориг. название                      | Режиссёр           | Примечания            |
| ---- | ------------------------------- | ----------------------------------- | ------------------ | --------------------- |
| 2000 | Ярды                            | The Yards                           | Джеймс Грей        |                       |
| 2002 | Фото за час                     | One Hour Photo                      | Марк Романек       |                       |
| 2003 | Афера Стивена Гласса            | Shattered Glass                     | Билли Рэй          |                       |
| 2005 | Игра в прятки                   | Hide and Seek                       | Джон Полсон        |                       |
| 2005 | Привет семье!                   | The Family Stone                    | Томас Безуча       |                       |
| 2007 | Измена                          | Breach                              | Билли Рэй          |                       |
| 2008 | Короли улиц                     | Street Kings                        | Дэвид Эйер         |                       |
| 2009 | Джонни Д.                       | Public Enemies                      | Майкл Манн         | с Полом Рубеллом      |
| 2010 | Провинция ночи                  | Bloodworth                          | Шейн Дэкс Тейлор   |                       |
| 2011 | Монте-Карло                     | Monte Carlo                         | Том Безуча         |                       |
| 2011 | Первый мститель                 | Captain America: The First Avenger  | Джо Джонстон       | с Робертом Далвой     |
| 2012 | Мстители                        | The Avengers                        | Джосс Уидон        | с Лизой Лассек        |
| 2013 | Железный человек 3              | Iron Man 3                          | Шейн Блэк          | с Питером С. Эллиотом |
| 2014 | Первый мститель: Другая война   | Captain America: The Winter Soldier | Энтони и Джо Руссо | с Мэттью Шмидтом      |
| 2015 | Мстители: Эра Альтрона          | Avengers: Age of Ultron             | Джосс Уидон        | с Лизой Лассек        |
| 2016 | Первый мститель: Противостояние | Captain America: Civil War          | Энтони и Джо Руссо |                       |

## Награды и номинации
| Год  | Фильм/телесериал | Награда           | Категория                                             | Результат | Источник |
| ---- | ---------------- | ----------------- | ----------------------------------------------------- | --------- | -------- |
| 2003 | «Фото за час»    | «Золотой спутник» | «Лучший монтаж»                                       | Номинация |          |
| 2006 | «Привет семье!»  | «Эдди»            | «Лучший монтаж игрового фильма (комедии или мюзикла)» | Номинация |          |
| 2013 | «Мстители»       | «Сатурн»          | «Лучший монтаж»                                       | Номинация | [ 5 ]    |